# 迪布里夫卡 (聶伯彼得羅夫斯克州)
48°12′50″N 35°46′22″E / 48.21389°N 35.77278°E
迪布里夫卡（羅馬化：Dibrivka）是烏克蘭的村落，位於該國中部第聶伯羅彼得羅夫斯克州，由錫內利尼科韋區負責管轄，處於中泰爾薩河右岸，2001年人口238。